# Sågtjärnsskogen
Sågtjärnsskogen är ett naturreservat i Bollnäs kommun i Gävleborgs län.
Området är naturskyddat sedan 2019 och är 53 hektar stort. Reservatet omfattar sjön Sågtjärnen och skog öster därom. Naturreservatet består av naturskogsartade barrskog. 